# Andinia, la catedral antártica
Andinia, la catedral antártica es una novela del tipo thriller conspirativo e histórico escrita por el periodista y novelista chileno, Francisco Ortega. La novela fue publicada por la Editorial Planeta el 4 de agosto de 2016, y es el último volumen de la Trilogía de los Césares, serie que comienza con El verbo Kaifman (2015) y continúa con Logia (2014).
La historia continúa con el arco argumentativo de Logia, y de las vivencias del escritor chileno Elías Miele a lo largo de la Ciudad de México, Argentina y el sur de Chile. La novela también responde las incógnitas inconclusas de El verbo Kaifman, contando así con la reaparición de su protagonista: Paul Kaifman. 

## Personajes

### Ficticios
- Elías Miele – Exitoso escritor chileno de novelas conspirativas que se ve envuelto en un nuevo conflicto tras ser secuestrado por Kincaid. Miele vuelve a encontrarse, en Estados Unidos, con Princess Valiant, quien se creía muerta. Juntos emprenden un viaje a la Ciudad de México donde tratan de descifrar el misterio tras el manto de la Virgen de Guadalupe. Elías, luego de perder el rastro de Valiant, viaja a Argentina, donde se reencuentra con Ginebra Leverance, quien ahora ejerce como policía-inspector en Buenos Aires. Leverance y Miele tratan de encontrar el misterio tras las características similares entre las muertes que están ocurriendo. Valiant aparece y los tres investigan las catacumbas bajo el metro Cal y Canto. Miele, junto a Kaifman y Jacobo Goldberg descubren la ubicación de la Ciudad de los Césares. En ella, Miele y su grupo son emboscados por Gideon y la verdadera mente creadora de todo el conflicto, pero logran salir de la trampa.
- Princess Valiant / Deborah – Extraña muchacha de 25 años. Se creía muerta al final de Logia. Valiant aparece en medio del sacrificio de Becca Kaifman en EE. UU. Retomando sus aventuras con Miele, Valiant confiesa que Gideon resulta ser su hermano adoptivo, siendo ambos entrenados por "La Hermandad" y que su nombre bíblico es Deborah. Princess Valiant enfrenta a Gideon en las catacumbas bajo una iglesia en Ciudad de México; Princess termina malherida tras la pelea, por lo cual debe ser intervenida, pero escapa. Valiant reaparece en Argentina y retoma su viaje junto a Elías. En Santiago de Chile, ella y Elías son emboscados. Luego de la trampa, ambos se reencuentran con Gisela y emprenden un viaje submarino junto a Paul Kaifman y Jacobo Goldberg hasta la Ciudad de los Césares. Princess se reencuentra con Elías un año después de los acontecimientos de la novela en España.
- Gisela Lamantia – En su actual vida Gisela es la comisario inspector de la Brigada de Inteligencia de Buenos Aires, pero antes era conocida bajo el nombre de Ginebra Leverance (personaje de Logia), y excompañera de aventuras de Elías Miele. Lamantia trata de indagar sobre la misteriosa muerte de Alex Goldberg, pero es sacada del caso. Ella y Elías se reencuentran en Argentina, él la pone al corriente y Gisela se une en su aventura. Gisela es atacada por Gideon en una iglesia en Santiago de Chile, logra escapar y se reencuentra con Miele y Princess bajo el puente de Calicanto. Gisela forma parte del equipo que sube al submarino Yöna y que encuentran la Ciudad de los Césares.
- Paul Kaifman – Hombre de cabeza rapada y fornido. Protagonista de El verbo Kaifman. Elías se reencuentra con Paul 14 años después de su misteriosa desaparición en la ciudad de Concepción. Kaifman y Miele hablan sobre la agrupación "Masada" (agrupación fundada en Buenos Aires tras el atentado a la AMIA), "El Pacto" y su relación con "La Hermandad". Luego de volver a desaparecer, Kaifman se reúne con Miele dentro del submarino ruso Yöna, en las costas de Chile. Kaifman, junto al grupo de Elías Miele encuentran la Ciudad de los Césares bajo una ciudad del sur de Chile. Kaifman desaparece junto a Goldberg luego de la traición de unos de los protagonistas, que estaba de parte de Gideon.
- Gideon – Joven de 17 años, hermano adoptivo de Princess Valiant y miembro de "La Hermandad". Gideon asesina a sus víctimas con veneno de cobra Áspid y deja una marca del escudo de Superman sobre las mismas. En la historia "Gideon" representa un nombre en plural, dado que existen trillizos bautizados bajo el mismo nombre. Gideon es responsable de múltiples muertes a lo largo de la historia.
- Jacobo Goldberg – Hombre de 62 años y encargado de la seguridad de la Embajada de Israel en Buenos Aires. Su hijo, Alex, es asesinado a manos de Gideon. Golberg se reúne con Gisela y Elías para hablar sobre el Proyecto A.N.D.E.S. y la verdad tras el asesinato de su hijo. Golberg viaja a Chile junto a Gisela, Princess y Elías, donde estos dos últimos son emboscados por Gideon bajo las catacumbas de la Parroquia del Perpetuo Socorro. Goldberg se embarca en el Yöna y forma parte del equipo que descubre la Ciudad de los Césares.
- Joshua Kincaid / Josué – Abogado, diácono de Athens, y miembro de "La Hermandad". Kincaid secuestra a Elías luego de su "accidente" fuera de la Basílica de Nuestra Señora del Perpetuo Socorro y lo mantiene internado dentro de una gran embarcación estadounidense. Kincaid le miente a Elías sobre la verdad tras la falsa muerte de Princess Valiant y hacen que trabajen nuevamente juntos. Kincaid le promete a Eliás que conocerá el Área 51, cosa que ocurre al final de la historia.
- Horario Ugarte – Párroco de la Basílica de Nuestra Señora del Perpetuo Socorro, quien le revela a Elías las catacumbas existentes bajo la Iglesia. Este traiciona a Elías y a Princess haciendo que caigan en una trampa ideada por Gideon.
- Germán Valverde – Editor mexicano de Elías Miele y autor de El secreto de la Morena: Mitos y leyendas de Guadalupe, la Señora de México. Valverde ayuda a Elías a entender y resolver el misterio tras el manto robado de la Virgen de Guadalupe en México.
- Sarah Lieberman – Mujer de 45 años, aunque de apariencia más joven, que es atacada por Gideon en medio de una autopista en Argentina. Personaje de El verbo Kaifman y que tuvo una cercana relación con Paul Kaifman. Lieberman yace anestesiada dentro del submarino ruso Yöna.

### Reales
- José de San Martín – Portador de la espada que contiene en su interior la llave de Andinia. San Martín le entrega la llave a Bernardo O'Higgins.
- Bernardo O'Higgins – O'Higgins se reúne con San Martín en Lima, Perú para hablar sobre Andinia y de los dueños de América.
- Simón Bolívar – Único personaje conocedor de la ubicación de la llave que abre la puerta hacia la Ciudad de los Césares.
- Arturo Prat – Excapitán del servicio de la Armada Chilena que fingió su muerte en el Combate naval de Iquique. Prat salva a Edwards y engaña a Rosemund Reynols al no embarcar el Titanic, debido a que conocía el fatídico final del buque.
- Alberto Edwards – Escritor y abogado chileno quien se encuentra con Arturo Prat en Inglaterra, 20 años después de su supuesta muerte. Edwards aparece en la historia con el fin de descubrir la verdad sobre la catedral antártica.
- Rosemund Reynols – Mujer neoyorquina del siglo XX, envuelta en un plan junto a Arturo Prat.
- Carlos  Basso – Escritor y periodista chileno. Amigo de Elías Miele.

## Concepción
Ortega notó que mucha información, que logró recabar durante sus años de investigación para Logia, no se logró publicar junto a la novela. Luego de entrar en contacto con su editorial, sumado al éxito que Logia estaba teniendo, se dio luz verde a la creación de Andinia. La escritura del primer manuscrito comenzó en noviembre de 2014 y finalizó a principios de 2016.
La fecha de publicación original para la novela estaba estimada para junio o julio de 2016, pero Ortega insistió en que la publicación debería hacerse en agosto, dado que se cumplían 10 años desde la publicación de El número Kaifman, novela que comenzó con todo el universo de la Trilogía de los Césares.